# Tröghet
För andra betydelser, se Tröghet (olika betydelser).
Tröghet definieras inom fysiken som motstånd mot rörelseförändring. Begreppets innebörd har utvecklats i takt med naturvetenskapens landvinningar, men dess orsaker är fortfarande okända.
Tröghet är en kortform för  "tröghetsprincipen" som den beskrevs av Isaac Newton i hans första rörelselag. I vanligt språkbruk används termen "tröghet" också för att kvalitativt hänvisa till ett föremåls "benägenhet att motstå hastighetsändringar", vilken bestäms av dess massa.

## Historik och begreppets framväxt

### I Kina
Mozi (kinesiska:墨子, pinyin: Mòzǐ, ca 470–390 f.Kr.) var en filosof som levde i Kina vid tiden för de Hundra skolorna, tidigt under De stridande staternas period.  Han sammanställde eller samlade sina tankar i boken Mozi, som innehåller följande mening:
”En rörelses upphörande beror på den motriktade kraften... Om ingen motriktad kraft finns... kommer rörelsen aldrig att upphöra.”
Enligt Joseph Needham är detta en föregångare till Newtons första rörelselag.

### Arabiska och persiska teorier
Flera muslimska vetenskapsmän från den islamiska världens medeltid skrev avhandlingar på arabiska om rörelseteorier. I början av 1000-talet lade den islamiska vetenskapsmannen Ibn al-Haytham (arabiska: ابن الهيثم, latiniserat som Alhacen) fram hypoteser om att ett föremål kommer att röra sig ständigt, om inte en kraft får den att stanna eller ändra riktning. Alhacens modell för rörelse bär således likheter med den tröghetslag som på 1500-talet angavs av Galileo Galilei och nu kallas Newtons första lag.
Alhacens samtida, den persiske vetenskapsmannen Ibn Sina (latiniserad som Avicenna) utvecklade en avancerad teori om rörelse, där han gjorde en åtskillnad mellan en projektils inklination och kraft.  Han drog slutsatsen att rörelse var ett resultat av en böjelse (mayl) som överförts till projektilen av kastaren och att en projektils rörelse i vakuum aldrig skulle upphöra.

### Antika och medeltida uppfattningar i väst
Antikens filosofer intresserade sig tidigt för rörelse. Redan på 400-talet f.Kr. ville Zenon från Elea med sina paradoxer visa att rörelse var omöjlig. Begreppet tröghet var dock inte påtänkt och det blir en modern övertolkning att skylla den för orsak.
Till Aristoteles kärnpunkter hör hans rörelselära, som är kopplad till kosmologin och definierar tre huvudtyper av rörelse: 
1. Naturlig rörelse, a. nedåtriktad mot universums centrum, b. uppåtriktad mot universums periferi eller c. cirkulär
2. Påtvingad rörelse, som den kastade stenens
3. Frivillig avsiktlig rörelse, som endast gäller för levande varelser

Till detta är de fem elementen jord, luft, eld, vatten och kvintessensen kopplade. Tyngd och lätthet såg Aristoteles som uttryck för elementens vilja att återförena sig med den region där de hörde hemma. Elementen strävar alltså efter att uppnå ett viloläge, när de satts i rörelse. Vila blir enligt Aristoteles det naturliga tillståndet för all materia på jorden. Denna elementens vilja fick gälla för tröghet i nästan 2000 år.

### Impetusteorin
På 1300-hundratalet avvisade Jean Buridan tanken att en rörelsealstrande egenskap, som han kallade impetus, försvann spontant. Buridans ståndpunkt var att ett rörligt objekt skulle hindras av motstånd i luften och vikten av den kropp, som skulle motsätta sig sitt impetus.   Buridan hävdade också att impetus ökade med hastigheten, hans idé om impuls var alltså på många sätt likartad det moderna begreppet rörelsemängd. Trots de uppenbara likheter med mer moderna idéer om tröghet såg Buridan sin teori som endast en ändring av Aristoteles grundläggande filosofi. Han ansåg sig bevara många andra av den peripatetiska skolans åsikter, även tron att det fortfarande fanns en grundläggande skillnad mellan ett föremål i rörelse och ett föremål i vila. Buridan påstod även att impetus kunde vara inte bara linjär, utan också cirkulär i naturen, och få objekt såsom himlakroppar, att gå i en cirkel.
Buridan tankar följdes upp av hans lärjunge Albert av Sachsen (1316–1390) och Oxford-beräknarna, vilka utförde flera olika experiment som ytterligare underminerade den klassiska, aristoteliska uppfattningen. Deras arbete har i sin tur bearbetats av Nicolas Oresme, som banade väg för praxisen att visa rörelselagarna i form av grafer.
Strax före Galileos teori om tröghet, modifierade Giambattista Benedetti den växande teorin för impetus att inbegripa linjär rörelse för sig:
”[Varje] del av fast materia som rör sig själv när ett impetus har påtvingats den av någon extern motiv kraft har en naturlig tendens att röra sig på en rätlinjig, icke krökt väg."
Även Benedetti talar om påtvingad cirkelrörelse och hur föremåls inneboende linjära rörelse kan ändras, exemplifierat med en sten i en slunga.

#### Conatus och rörelse
Thomas Hobbes (1588–1679) definierar sitt fysiska begrepp conatus som en oändligt liten rörelseenhet. Det är rörelsens början: en böjelse i en angiven riktning. Begreppet impetus, som det används av Hobbes, definieras i termer av denna fysiska conatus.  Den är ”ett mått på conatus utövad av en kropp i rörelse över tidens lopp”. Motstånd orsakas av en motsatt conatus; kraft är den här rörelsen plus ”kroppens storlek”. Hobbes använder också ordet conatus för att avse de ”återställande krafter” som kan få fjädrar, till exempel, att dra ihop sig eller utvidgas. Hobbes hävdar att det finns någon, i dessa föremål inneboende kraft, som får dem att återvända till sitt tidigare tillstånd. Idag tillskriver vetenskapen materiell elasticitet det här fenomenet.
I modern fysikalisk betydelse blev begreppet alla fysiska kroppars conatus, i ljuset av Newtons lagar, främst undanträngt av tröghetsprincipen och bevarandet av rörelsemängden. Som Bidney anför: "It is true that logically desire or the conatus is merely a principle of inertia ... the fact remains, however, that this is not Spinoza's usage." Conatus användes på samma vis av många filosofer för att beskriva andra begrepp, vilka gradvis har blivit föråldrade. Conatus recendendi, blev till exempel centrifugalkraft, och gravitation används där tidigare conatus a centro hade rått. I dag är de frågor som conatus berörde  vetenskapens angelägenheter och är således föremål för granskning med vetenskaplig metod.

### Tröghet inom klassisk mekanik
Tröghetsprincipen är ett grundläggande begrepp inom dynamiken, den gren inom mekaniken som används för att beskriva materiens rörelse och hur den påverkas av krafter:
Varje kropp i ett isolerat system förblir i sitt tillstånd av vila eller konstant rörelse rakt fram, försåvitt den inte tvingas att ändra sitt tillstånd av påverkande krafter
I Newtons ekvation 
| {\displaystyle \ {F=ma}} | (kraft = massa * acceleration) |

definieras m som den tröga massan. Tidigt utfördes experiment för att utröna om den tröga massan var densamma som den tunga massan, där den tunga massan definieras genom 
{\displaystyle \ {F=G{(m_{1}m_{2}) \over {r^{2}}}}}
eller 
| {\displaystyle \ {F={m_{1}g}}} | med | {\displaystyle \ {g={Gm_{2} \over r^{2}}}}. |

Experimenten kan inte inom felmarginalerna påvisa någon skillnad dessa massor emellan. Detta blev en viktig utgångspunkt för Einstein när han formulerade sin allmänna relativitetsteori.

### Tröghet i relativistisk mekanik och kosmologi
Den matematiska grunden för speciella relativitetsteorin är Lorentztransformationen. Denna är en uppsättning ekvationer som talar om hur tids- och rumskoordinater mäts i olika inertialsystem. Relativitetsteorin utgår från att ljusets hastighet är densamma i alla referenssystem, vilket är tillräckligt för dess härledning. Istället för den klassiska fysikens rörelsemängd, {\displaystyle {\vec {p}}=m{\vec {v}}}, visar Einstein att rörelsemängden i själva verket är {\displaystyle {\vec {p}}=\gamma m{\vec {v}}}, där {\displaystyle \gamma } är lorentzfaktorn, som beror på hastigheten {\displaystyle {\vec {v}}}. Newtons andra lag med utgångspunkt i tidsvariationen för rörelsemängden gäller även i den speciella relativitetsteorins dynamik och ger då följande uttryck för kraften parallell med rörelseriktningen:
{\displaystyle F={\frac {dp}{dt}}=\gamma m{a}}
där m fortfarande är den tröga massan. En kraft vinkelrätt mot rörelseriktningen ändrar inte partikelns fart, endast dess riktning. Rörelsemängdens tidsderivata är i detta fall γma.
Fastän begreppet massa (och därmed även tröghet) fortfarande är i bruk, så finner man – särskilt på ett heuristiskt  plan – att inom allmänna relativitetsteorin de väsentliga fysikaliska uttrycken (de som uppträder i Einsteins fältekvationer) är stressenergitensorn och Riccis krökningstensor, så har i viss mening tröghetsbegreppet överskridits. I stressenergitensorn är det dock möjligt att känna igen termer som är ett mått på masstäthet och energitäthet.

## Tolkningar
Kring begreppets sanna natur och inneboende ursprung finns ingen etablerad uppfattning, vilket ger utrymme för spekulationer. Olika ansträngningar av framstående fysiker som Ernst Mach (med Machs princip), Albert Einstein, Dennis Sciama och Bernard Haisch har alla dragit på sig betydande kritik från senare etablerade teoretiker. Några få ser här en utmaning, som lockar till fortsatta seriösa studier om vad detta i grunden är för något.

### Trög massa och massa som ett mått på tröghet
Eftersom Einstein använde trög massa för att beskriva den speciella relativitetsteorin, så är "trög massa" intimt förknippad med "relativistisk massa" och är därför artskild från "vilomassa".

### Inertialsystem och referensramar
Vid slutet av sitt liv verkar det som Einstein blivit övertygad om att rumtid är en ny form av eter, som på något sätt tjänar som referensram för egenskapen tröghet .

### Tröghetens ursprung enligt mer aktuella teorier
Enligt partikelfysikens standardmodell är elementarpartiklarna praktiskt taget masslösa. Deras massor (och därmed deras tröghet) härrör från Higgsmekanismen via utbyte med ett allt genomträngande Higgsfält. Den gäckande elementarpartikeln, Higgs boson påvisades äntligen experimentellt i CERN 2012 och belönade förslagsställarna Peter Higgs och François Englert med 2013 års nobelpris i fysik för den teoretiska upptäckten av en mekanism som bidrar till förståelsen av massans ursprung hos subatomära partiklar. Standardmodellen är trots sina förtjänster inte heltäckande. Egenskaper såsom tröghet och higgsmekanismen själv ligger fortfarande utanför det område som modellen beskriver.
De som ser på tröghet som en manifestation av massa, kan därför väntas driva partikelfysikens idéer om Higgs boson vidare. Rön från detta intensiva fält för avancerad forskning med Large Hadron Collider har fortlöpande snabbt kommenterats.